# 馬爾庫斯·利維烏斯·德魯蘇斯·克勞狄亞努斯
馬爾庫斯·利維烏斯·德魯蘇斯·克勞狄亞努斯（Marcus Livius Drusus Claudianus）是一位羅馬元老院成員與羅馬民選官，演說家阿庇烏斯·克勞狄烏斯·凱庫斯的後代。他被平民保民官馬爾庫斯·利維烏斯·德魯蘇斯收為養子，並於後者死後繼承其遺產。前42年他安排女兒莉薇婭和克勞狄烏斯·尼祿結婚，因此成為儒略-克勞狄王朝的先祖之一。